# Verwaltungsgemeinschaft Kist
In der Verwaltungsgemeinschaft Kist im unterfränkischen Landkreis Würzburg haben sich folgende Gemeinden zur Erledigung ihrer Verwaltungsgeschäfte zusammengeschlossen:
1. Kist, 2728 Einwohner, 3,86 km²
2. Altertheim, 2046 Einwohner, 24,06 km²

Der Sitz der Verwaltungsgemeinschaft ist in Kist.
Bis 31. Dezember 1979 gehörten der Körperschaft außerdem die Gemeinden Eisingen und Waldbrunn an. Diese beide Kommunen wurden ab 1. Januar 1980 zur Verwaltungsgemeinschaft Eisingen zusammengeschlossen, die zum 1. Januar 1990 wieder aufgelöst wurde.